# Hiroshi Ichihara
Hiroshi Ichihara (født 24. april 1987) er en japansk fodboldspiller.
Han har spillet for flere forskellige klubber i sin karriere, herunder Oita Trinita og Sagan Tosu.